# Pyrolasläktet
För musikalbumet, se Pyrola (album)
Pyrolasläktet (Pyrola) är ett släkte av vintergröna örter i familjen ljungväxter med 30–40 arter. De förekommer i norra tempererade regionen och söderut till norra Sumatra, med fyra arter utbredda i Sverige.

## Biologi
Det är fleråriga, kala örter som är vintergröna. Bladen är rundade eller något ovala, helbräddade eller lite sågade och är samlade i en rosett vid basen. Stjälken är lång, smal och sticker upp ur bladrosetten en bra bit, den har även små fjäll på sig. Blommorna är femtaliga och hänger i en allsidig klase uppe på stjälken, de kan vara vita (vitpyrolan, klotpyrolan och klockpyrolan), gröna (grönpyrolan) eller rosa (klotpyrolan), foderbladen är korta och grönaktiga. Pyrolor har 10 ståndare och två poröppningar, fruktämnet är översittande. De har ett stift som oftast är utskjutande och märket är knapplikt. Frukten är en femrummig kapsel och fröna är mycket små och långsmala.
De små fröna är under 1 mm långa och saknar endosperm (frövita). För sin groning är de beroende av att etablera kontakt med mykorrhizasvampar och genom dem få den näring de behöver. När plantan sedan når över marken blir den mer eller mindre självförsörjande. Visa arter fortsätter att parasitera på svampen men andra övergår till att bli symbiotiska.
Kromosomtal: 2n=46 (grönpyrola, klotpyrola, vitpyrola), 2n=92 (klockpyrola).

## Utbredning
I pyrolasläktet förekommer fyra arter i Sverige.
- vitpyrola (Pyrola rotundifolia)
- klotpyrola (Pyrola minor)
- klockpyrola (Pyrola media)
- grönpyrola (Pyrola chlorantha)

## Systematik och namn
Förut ingick även arterna ögonpyrola (Moneses uniflora), björkpyrola (Orthilia secunda) och ryl (Chimaphila umbellata) i släktet Pyrola, men dessa fördes för ett tag sedan till tre andra släkten.
De fyra släktena pyrolasläktet (Pyrola), björkpyrolasläktet (Orthilia), rylsläktet (Chimaphila) och ögonpyrolasläktet (Moneses) utgjorde förut familjen Pyrolaceae, men numera betraktas den som en del av familjen ljungväxter (Ericaceae).
Pyrolorna har fått sitt släktnamn från päronet (Pyrus), för att pyrolornas blad är så lika päronens blad.

## Bildgalleri

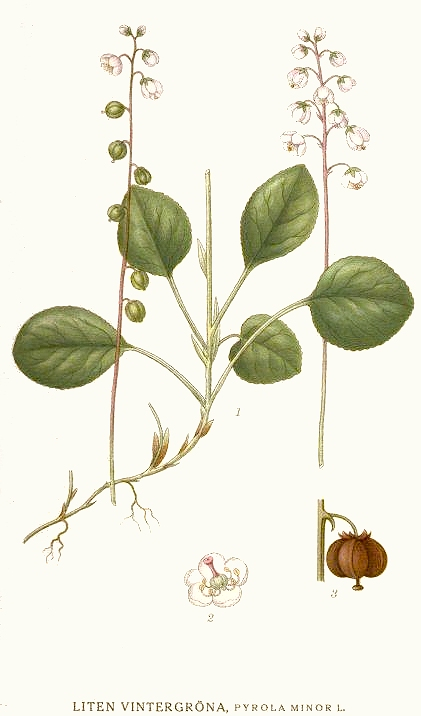
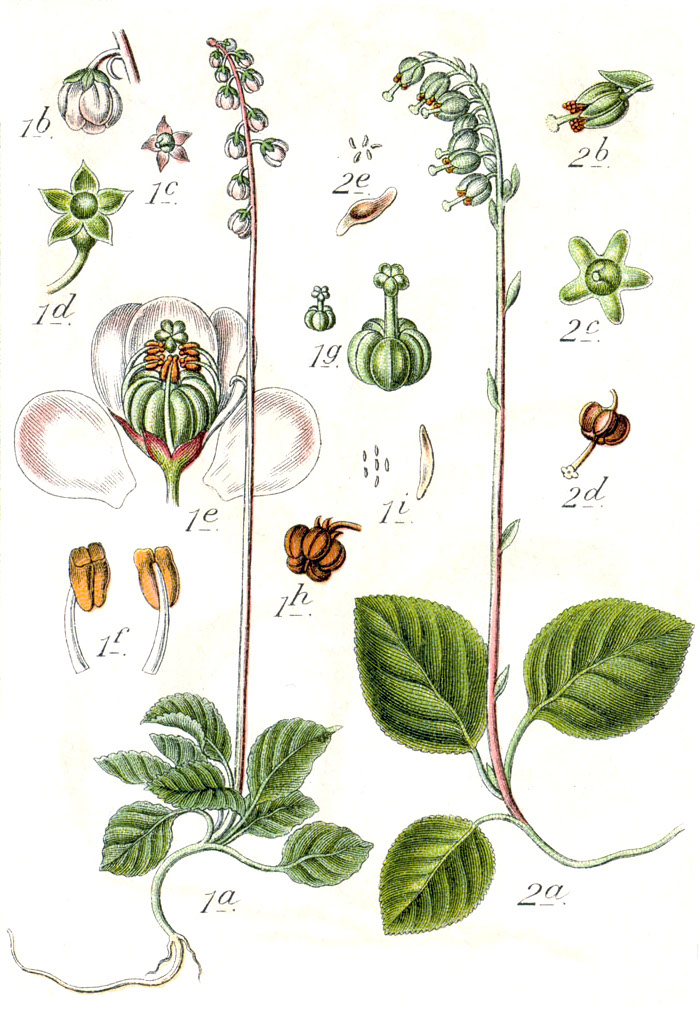
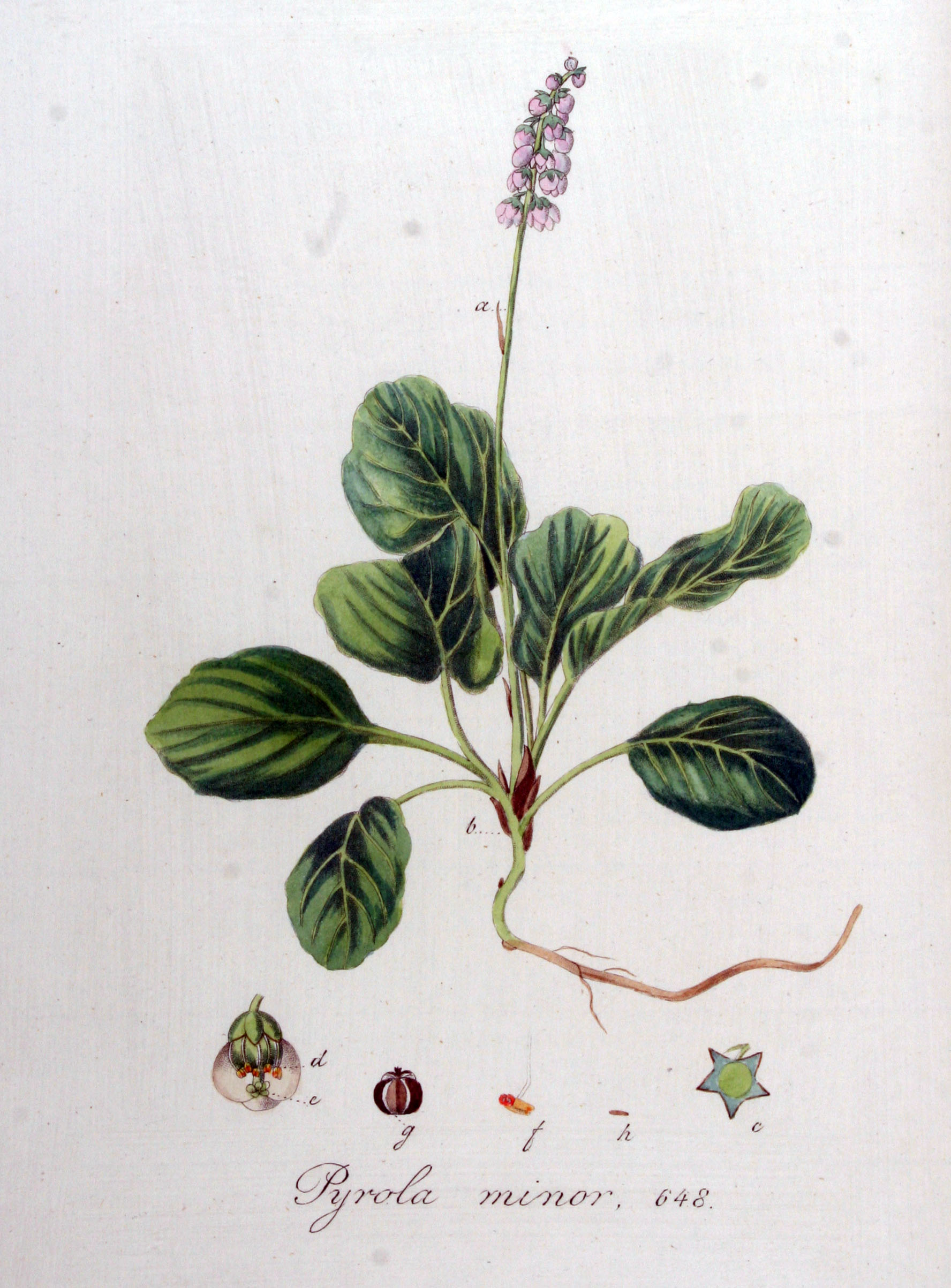
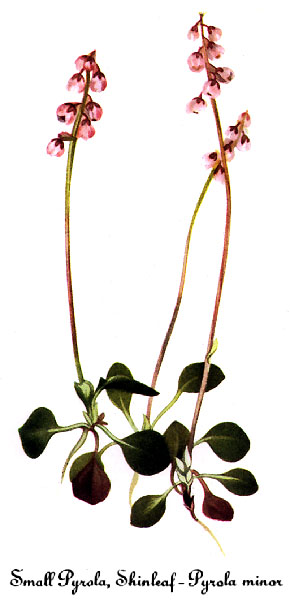
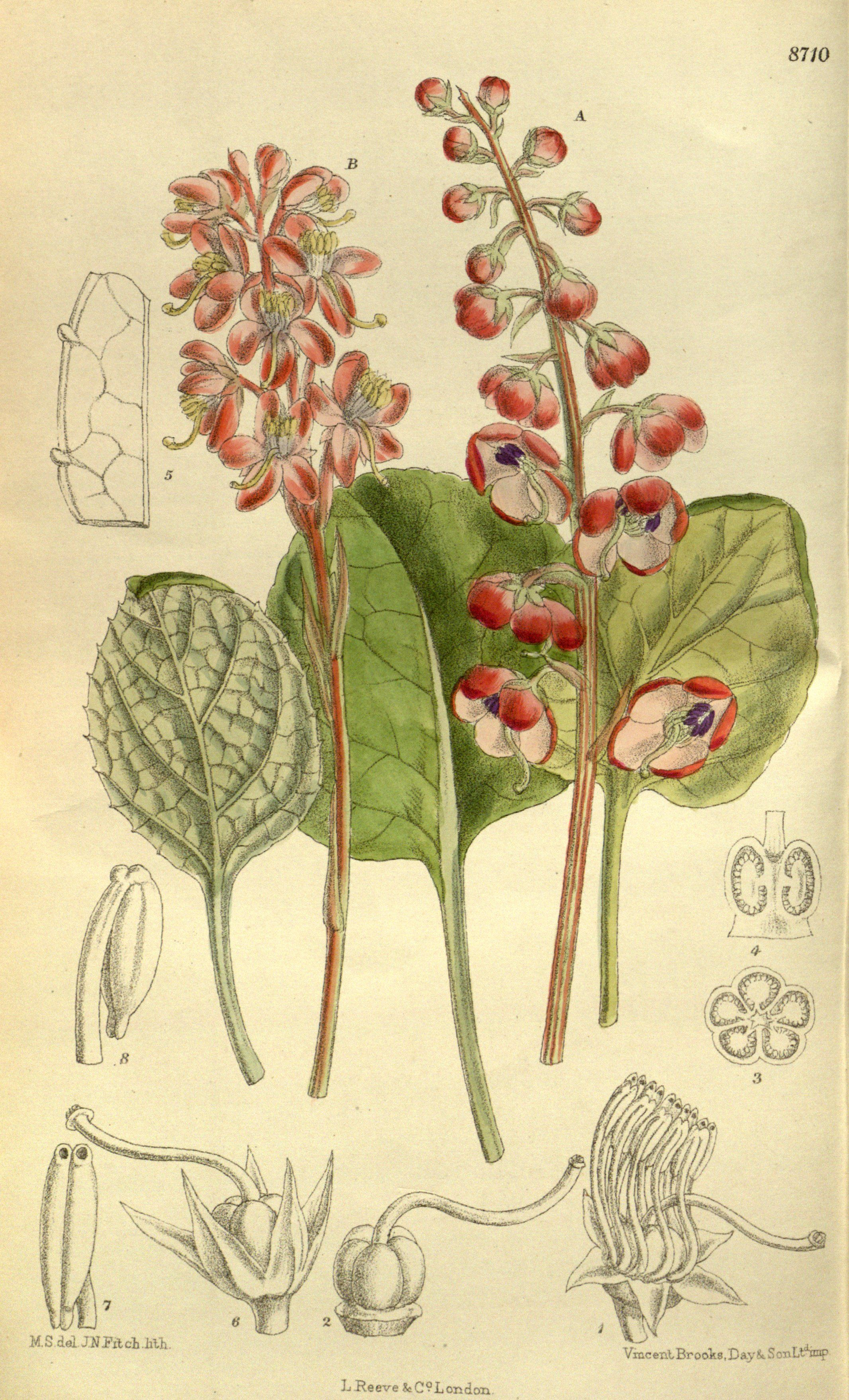
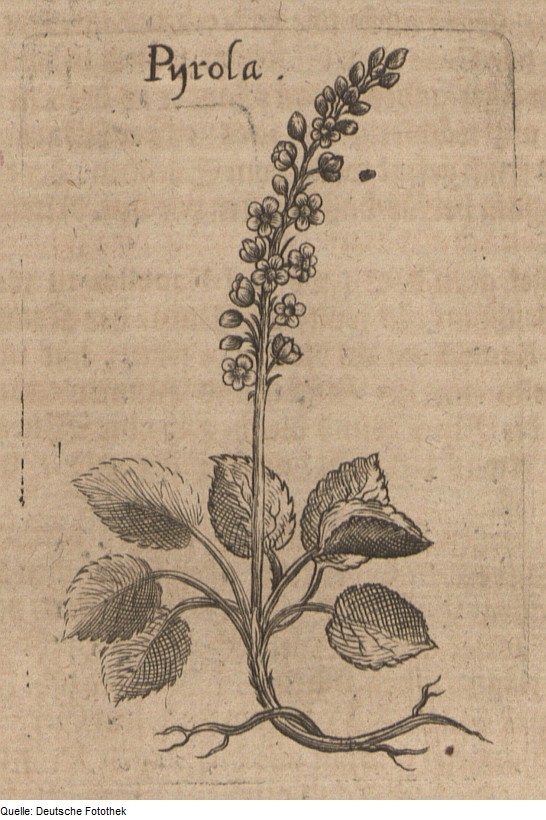

## Dottertaxa till pyrolasläktet, i alfabetisk ordning[1]
- Pyrola alboreticulata
- Pyrola alpina
- Pyrola americana
- Pyrola angustifolia
- Pyrola asarifolia
- Pyrola atropurpurea
- Pyrola calliantha
- Pyrola carpatica
- Pyrola chlorantha
- Pyrola corbieri
- Pyrola coreana
- Pyrola dahurica
- Pyrola decorata
- Pyrola elegantula
- Pyrola elliptica
- Pyrola faurieana
- Pyrola forrestiana
- Pyrola grandiflora
- Pyrola japonica
- Pyrola macrocalyx
- Pyrola markonica
- Pyrola mattfeldiana
- Pyrola media
- Pyrola minor
- Pyrola monophylla
- Pyrola morrisonensis
- Pyrola nephrophylla
- Pyrola picta
- Pyrola renifolia
- Pyrola rotundifolia
- Pyrola rugosa
- Pyrola shanxiensis
- Pyrola sororia
- Pyrola sumatrana
- Pyrola szechuanica
- Pyrola tschanbaischanica
- Pyrola xinjiangensis